# Abell 3827
Abell 3827 est un amas de galaxies situé dans la constellation de l'Indien. Sa vitesse par rapport au fond diffus cosmologique est de 29 123 ± 1 499 km/s, ce qui correspond à une distance de Hubble de 429,5 ± 37,3 Mpc (∼1,4 milliard d'al).
Cet amas, qui abrite un peu plus d'une centaine de galaxies environ, abrite en son centre un groupe de quatre galaxies elliptiques géantes en interaction, extrêmement massives et relativement proches les unes des autres (d'environ 20 kpc (∼65 200 al)). Ce groupe est connu sous le nom d'ESO 146-5.

Abell 3827 est particulièrement intéressant pour ses effets de lentille gravitationnelle forte produits par le groupe de galaxies central. Le télescope spatial Hubble l'a notamment observé afin de déterminer le rôle de la matière noire en son sein.

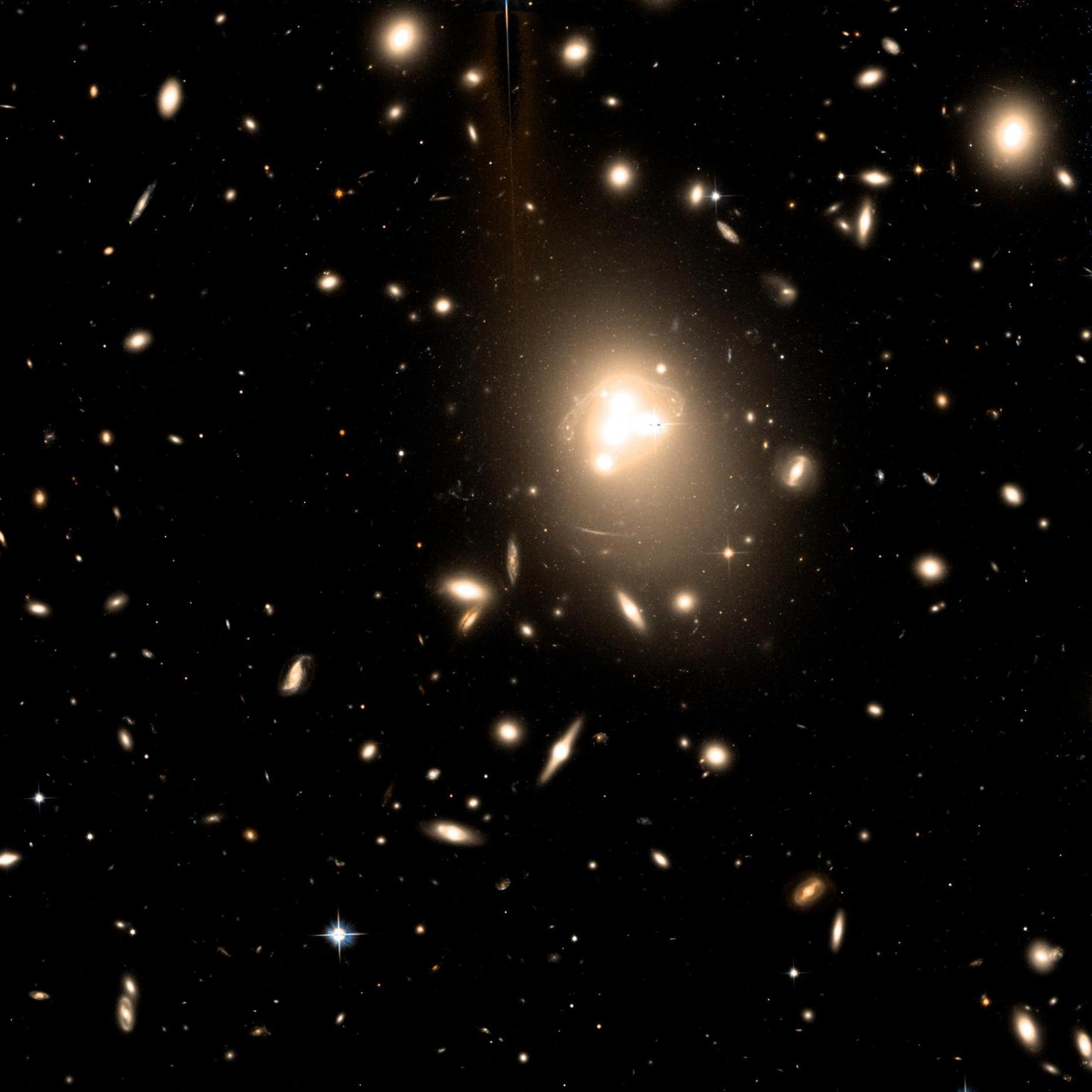
Autre version d'Abell 3827 par le télescope spatial Hubble.